# ゲイリー・ウィンド
ゲイリー・ウィンド（Gary Windo、1941年11月7日、イングランド・ブライトン - 1992年7月25日、アメリカ・ニューヨーク）は、ジャズ・テナーサックス奏者。
彼はイギリスの音楽家一家に生まれた。6歳までにドラムとアコーディオンを手にし、12歳でギターを、17歳でサックスを演奏するようになった。1960年代にアメリカに移住し、1969年にイギリスに戻ってきた。1970年代初頭にゲイリー・ウィンド・カルテットを結成してキャリアの幅を広げ、カーラ・ブレイ、ブラザーフッド・オブ・ブレス、センティピード、マッチング・モウル、ランニング・マン、ニック・メイスンと共に仕事していくようになった。
ソニー・スティットはウィンドがベルリン・ジャズ・フェスティバルで演奏しているのを聴き、バンドへの参加を依頼したが、ウィンドは辞退した。彼はジャズ以外でも、ザ・サイケデリック・ファーズ、ロバート・ワイアット、NRBQと共に、そしてコメディのテレビ番組『サタデー・ナイト・ライブ』のために働いている。また、友人のエリック・ペラリと一緒に音楽のレッスンを教えた。
ウィンドはソプラノ・サックスやバスクラリネットを含む、あらゆるリード楽器を演奏できる。アメリカで過ごした時間は、彼をあらゆる種類のジャズにさらし、どんなイディオムも自分のものにした。彼はハーモニクスを頻繁に使い、素晴らしいテクニックと、硬いリードで幅広な金属製マウスピースを使って、譜面をその構成要素に分割することができた。彼は喘息に苦しみ、1992年に喘息の発作で亡くなった。

## ディスコグラフィ

### ソロ・アルバム
- Dog Face (1983年)
- 『ディープ・ウォーター』 - Deep Water (1988年)
- 『ヒズ・マスターズ・ボーンズ』 - His Master's Bones (1996年)
- Anglo American (2004年)
- 『アヴァン・ガーデナーズ』 - Avant Gardeners (2007年) ※パム&ゲイリー・ウィンド名義
- 『ワン・ナイト・スタンド』 - One Night Stand (2015年) ※WMWS (ロバート・ワイアット、デイヴ・マクレエ、ゲイリー・ウィンド & リチャード・シンクレア)名義
- Steam Radio Tapes (2014年)

### 参加アルバム
クリス・マクレガー
- Brotherhood (1972年)
- Live at Willisau (1973年)
- Travelling Somewhere (1973年)
- Bremen to Bridgewater (2004年)
- Eclipse at Dawn (2008年)

NRBQ
- 『グルーヴス・イン・オービット』 - Grooves in Orbit (1983年)
- 『タップダンシン・バッツ』 - Tapdancin' Bats (1983年)
- Uncommon Denominators (1986年)
- 『ライヴ・ベスト - オネスト・ダラー』 - Honest Dollar (1992年)
- Message for the Mess Age (1994年)

ヒュー・ホッパー
- 『1984』 - 1984 (1973年)
- 『ホッパー・チューニティ・ボックス』 - Hopper Tunity Box (1976年)
- A Remark Hugh Made (1994年) ※ヒュー・ホッパー&クレイマー名義

ロバート・ワイアット
- 『ロック・ボトム』 - Rock Bottom (1974年)
- 『ルース・イズ・ストレンジャー・ザン・リチャード』 - Ruth Is Stranger Than Richard (1975年)
- 『ドゥルーリィ・レイン劇場のロバート・ワイアット』 - Theatre Royal Drury Lane 8th September 1974 (2005年)

その他
- センティピード : 『セプトーバー・エナジー』 - Septober Energy (1971年)
- アラン・ショーター : Tes Esat (1971年)
- ランニング・マン : 『ランニング・マン』 - The Running Man (1972年)
- レイ・ラッセル : 『シークレット・アサイラム』 - Secret Asylum (1973年)
- カーラ・ブレイ : 『ヨーロピアン・ツアー 1977』 - European Tour 1977 (1977年)
- カーラ・ブレイ : 『ミュジーク・メカニーク』 - Musique Mecanique (1979年)
- トミー・モリソン : Place Your Bets (1979年)
- ニューヨーク・ゴング : 『アバウト・タイム』 - About Time (1980年)
- Various Artists : 『アマルコルド・ニーノ・ロータ』 - Amarcord Nino Rota (1981年)
- マイケル・マントラー : More Movies (1981年)
- ニック・メイスン : 『空想感覚』 - Nick Mason's Fictitious Sports (1981年)
- イアン・ハンター : Short Back and Sides (1981年)
- ジョニー・アヴェレージ : Some People (1981年)
- ザ・サイケデリック・ファーズ : Forever Now (1982年)
- ジョー・ピスコポ : New Jersey (1982年)
- デヴィッド・アレン : Alien in New York (1983年)
- Various Artists : 『セロニアス・モンクに捧ぐ』 - That's The Way I Feel Now - A Tribute To Thelonious Monk (1984年)
- Various Artists : 『クルト・ワイルの世界 - 星空に迷い込んだ男』 - Lost in the Stars: The Music of Kurt Weill (1985年)
- パラノイズ : Constant Fear (1988年)
- ザ・ロッジ :『スメル・オブ・ア・フレンド』 - Smell of a Friend (1988年)
- The Pursuit of Happiness : One Sided Story (1990年)
- パラノイズ : 『スタート・ア・ニュー・レース』 - Start a New Race (1993年)[2]